# Théâtre national croate d'Osijek
Pour les articles homonymes, voir HNK.
Le Théâtre national Croate d'Osijek (en croate: Hrvatsko narodno kazalište ou Osijeku) est un théâtre d'Osijek, capitale de la région croate de Slavonie. Inauguré en 1866, le bâtiment a été élargi et complété en 1907 selon les plans de l'architecte local Karlo Klausner. Dessiné en style éclectique, il a été touché par l'Armée populaire de Yougoslavie pendant la Guerre Croate d'Indépendance dans les années 1990, mais a été depuis largement restauré. Le théâtre a été rouvert officiellement par le président de la Croatie d'alors, Franjo Tudjman en décembre 1994.